# Cantonul Bréhal
Cantonul Bréhal este un canton din arondismentul Coutances, departamentul Manche, regiunea Basse-Normandie, Franța.

## Comune
| Comune                     | Populație (1999) | Cod poștal | Cod INSEE |
| -------------------------- | ---------------- | ---------- | --------- |
| Anctoville-sur-Boscq       | ...              | 50400      | 50008     |
| Bréhal                     | ...              | 50290      | 50076     |
| Bréville-sur-Mer           | ...              | 50290      | 50081     |
| Bricqueville-sur-Mer       | ...              | 50290      | 50085     |
| Cérences                   | ...              | 50510      | 50109     |
| Chanteloup                 | ...              | 50510      | 50120     |
| Coudeville-sur-Mer         | ...              | 50290      | 50143     |
| Hudimesnil                 | ...              | 50510      | 50252     |
| Longueville                | ...              | 50290      | 50277     |
| Le Loreur                  | ...              | 50510      | 50278     |
| Le Mesnil-Aubert           | ...              | 50510      | 50304     |
| La Meurdraquière           | ...              | 50510      | 50327     |
| Muneville-sur-Mer          | ...              | 50290      | 50365     |
| Saint-Sauveur-la-Pommeraye | ...              | 50510      | 50549     |